# Ossido di lantanio
L'ossido di lantanio (La2O3), noto anche come lantania in ambito chimico-fisico e di scienza dei materiali, è un composto inorganico contenente il lantanio, un elemento delle terre rare, e l'ossigeno. È utilizzato in alcuni materiali ferroelettrici, come componente di materiali ottici, ed è una materia prima per alcuni catalizzatori.
L'ossido di lantanio è un solido bianco inodore, insolubile in acqua, ma solubile in acido diluito. A seconda del pH del composto, si possono ottenere diverse strutture cristalline. L'ossido di lantanio è igroscopico; esposto all'aria, assorbe l'umidità nel tempo e si converte in idrossido di lantanio. L'ossido di lantanio ha proprietà semiconduttive di tipo p e una banda proibita di circa 5,8 eV. La sua resistività media a temperatura ambiente è di 10 kΩ·cm, che diminuisce con l'aumento della temperatura. L'ossido di lantanio ha l'energia reticolare più bassa degli ossidi di terre rare, con costante dielettrica molto alta, circa uguale a 27.

## Struttura
A basse temperature, l'ossido di lantanio ha una struttura cristallina esagonale A-M2O3. Gli atomi di metallo La3+ sono circondati da un gruppo di 7 atomi coordinati di O2-; gli ioni di ossigeno hanno una forma ottaedrica attorno all'atomo di metallo e c'è uno ione di ossigeno sopra una delle facce ottaedriche D'altra parte, ad alte temperature l'ossido di lantanio si converte in una struttura cristallina cubica C-M2O3. Lo ione La3+ è circondato da sei ioni O2− in una configurazione esagonale.

## Elementi ottenuti dall'ossido di lantanio
Diversi elementi sono stati scoperti come conseguenza di lunghe analisi e decomposizione del minerale gadolinite (conosciuto anche come ytterbite). Man mano che il minerale veniva analizzato progressivamente, al residuo veniva prima assegnata l'etichetta ceria, poi ossido di lantanio e successivamente ittria, erbia e terbia. In ordine di data scoperta, l'elenco degli elementi comprende cerio, lantanio, erbio, terbio, ittrio, itterbio, olmio, tulio, scandio, praseodimio, neodimio e disprosio. Molti di questi nuovi elementi furono scoperti o isolati da Carl Gustav Mosander negli anni 1830 e 1840.

## Sintesi
L'ossido di lantanio può essere cristallizzato in diversi polimorfi.
Per produrre ossido di lantanio esagonale, una soluzione 0,1 M di cloruro di lantanio(III) (LaCl3) viene spruzzata su un substrato preriscaldato, solitamente costituito da calcogenuri metallici. Il processo può essere suddiviso in due fasi: idrolisi seguita da disidratazione:
{\displaystyle {\ce {2LaCl3 \ + \ 3H2O -> La(OH)3 \ + \ 3HCl}}}
{\displaystyle {\ce {2La(OH)3 -> La2O3 \ + \ 3 H2O}}}
Un percorso alternativo per ottenere ossido di lantanio esagonale prevede la precipitazione di idrossido di lantanio (La(OH)3) nominale da una soluzione acquosa utilizzando una combinazione di 2,5% di ammoniaca (NH3) e il tensioattivo laurilsolfato di sodio seguita da riscaldamento e agitazione per 24 ore a 80 °C:
{\displaystyle {\ce {2LaCl3 \ + \ 3H2O \ + \ 3NH3 -> La(OH)3 \ + \ 3NH4Cl}}}
Altri percorsi includono:
{\displaystyle {\ce {2La2S3 \ + \ 3CO2 -> 2La2O3 \ + \ 3CS2}}}

## Reazioni
L'ossido di lantanio viene utilizzato come additivo per sviluppare alcuni materiali ferroelettrici, come il titanato di bismuto (Bi4Ti3O12) (BLT) drogato con lantanio. L'ossido di lantanio è utilizzato nei materiali ottici; spesso i vetri ottici sono drogati con ossido di lantanio per migliorare l'indice di rifrazione del vetro, la durata chimica e la resistenza meccanica:
{\displaystyle {\ce {3B2O3\ +\ La2O3->2La(BO2)3}}}
Quando questa reazione 1:3 viene miscelata in un composito di vetro, l'alto peso molecolare del lantanio provoca un aumento della miscela omogenea del fuso che porta ad un punto di fusione più basso. L'aggiunta di ossido di lantanio al vetro fuso porta ad una temperatura di transizione vetrosa più elevata da 658 °C a 679 °C.

## Usi e applicazioni
L'ossido di lantanio viene utilizzato per realizzare vetri ottici, ai quali questo ossido conferisce maggiore densità, indice di rifrazione e durezza. Insieme agli ossidi di tungsteno, tantalio e torio, l'ossido di lantanio migliora la resistenza del vetro all'attacco degli alcali. È anche un ingrediente per la produzione di materiali piezoelettrici e termoelettrici. I convertitori di gas di scarico delle automobili contengono ossido di lantanio L'ossido di lantanio è anche utilizzato negli schermi di intensificazione dell'imaging a raggi X, nei fosfori e nelle ceramiche dielettriche e conduttive. Emana un bagliore luminoso.
L'ossido di lantanio è stato esaminato per l'accoppiamento ossidativo del metano..
I film di ossido di lantanio possono essere depositati con molti metodi diversi, tra cui la deposizione chimica da vapore, la deposizione di strati atomici, l'ossidazione termica e la polverizzazione catodica. Le deposizioni di questi film si verificano in un intervallo di temperatura di 250–450 °C. I film policristallini si formano a 350 °C.
Gli elettrodi di tungsteno-ossido di lantanio stanno sostituendo gli elettrodi di tungsteno toriato nella saldatura TIG a causa di problemi di sicurezza con la radioattività del torio.